# Banys Romans (Caldes de Malavella)
Els Banys Romans (S. I d.C.) són un monument històric del municipi de Caldes de Malavella (Selva) declarat bé cultural d'interès nacional. Són les restes més ben conservades del municipi romà d'Aquae Calidae, actual Caldes de Malavella, citat en els vasos Apol·linars. D'aquestes termes, que aprofitaven les aigües de la Font dels Bullidors, actualment se'n conserva una extensa piscina i algunes restes de construccions annexes, on encara s'hi poden observar els mecanismes de funcionament de l'aigua gairebé intactes. La circulació de l'aigua era molt senzilla si la comparem a la complicada de les termes romanes artificials. Com que l'aigua ja sortia a una temperatura superior a la que s'utilitzava per al bany, es canalitzava directament cap a la piscina gran i allà es deixava refredar. Per a les piscines petites, es refredava prèviament a les dependències superiors.

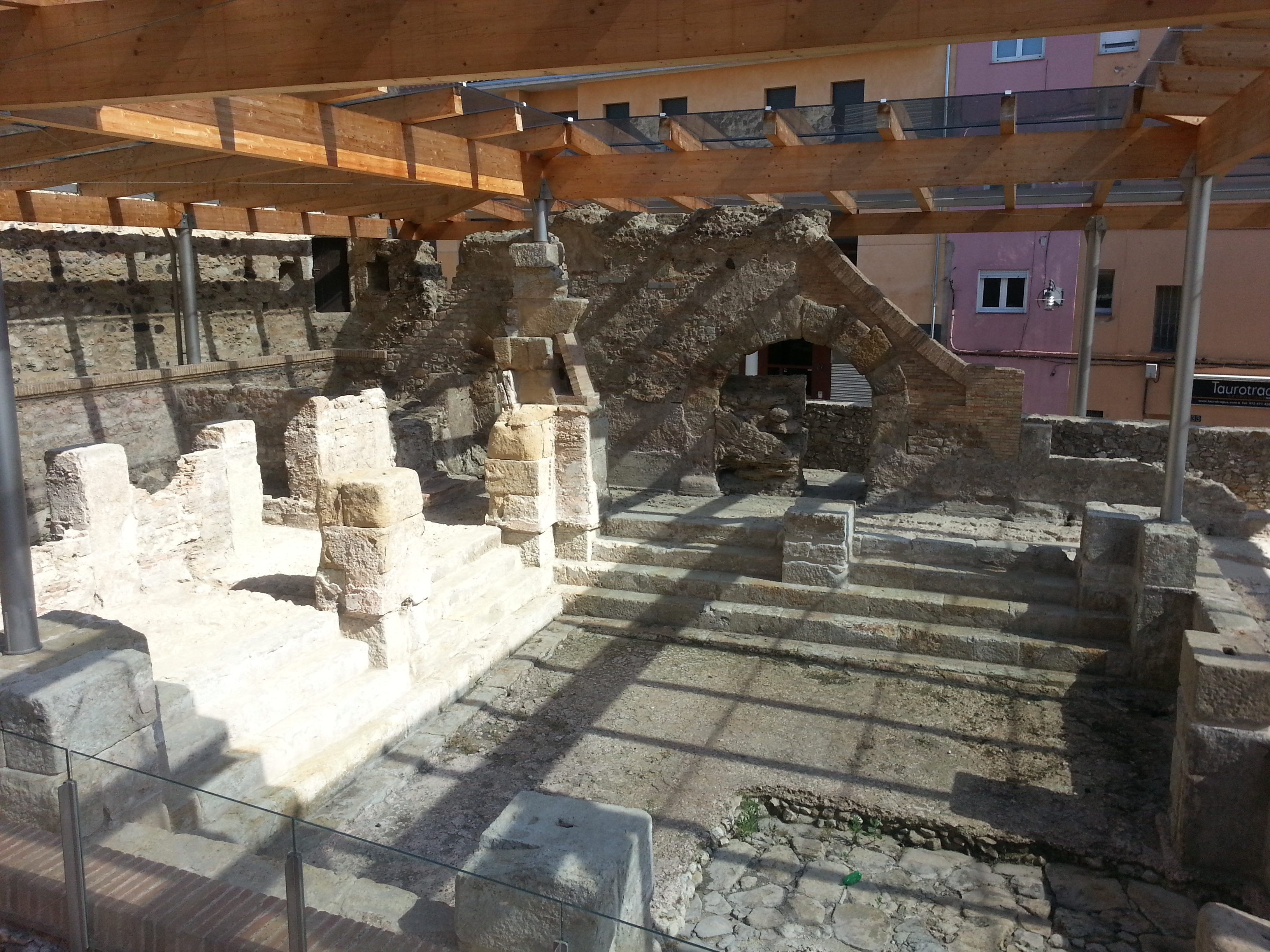
Termes Romanes
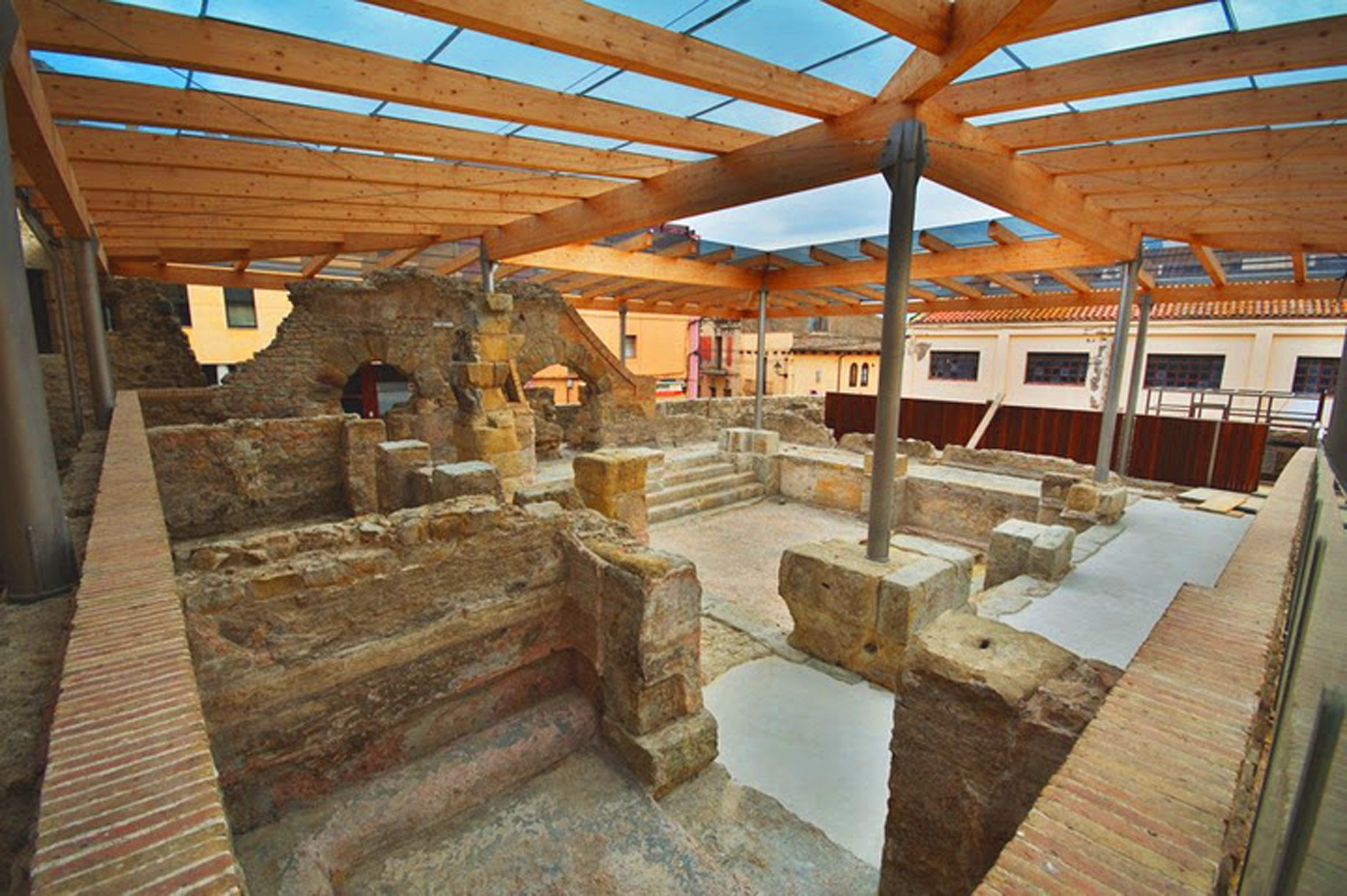
Termes Romanes
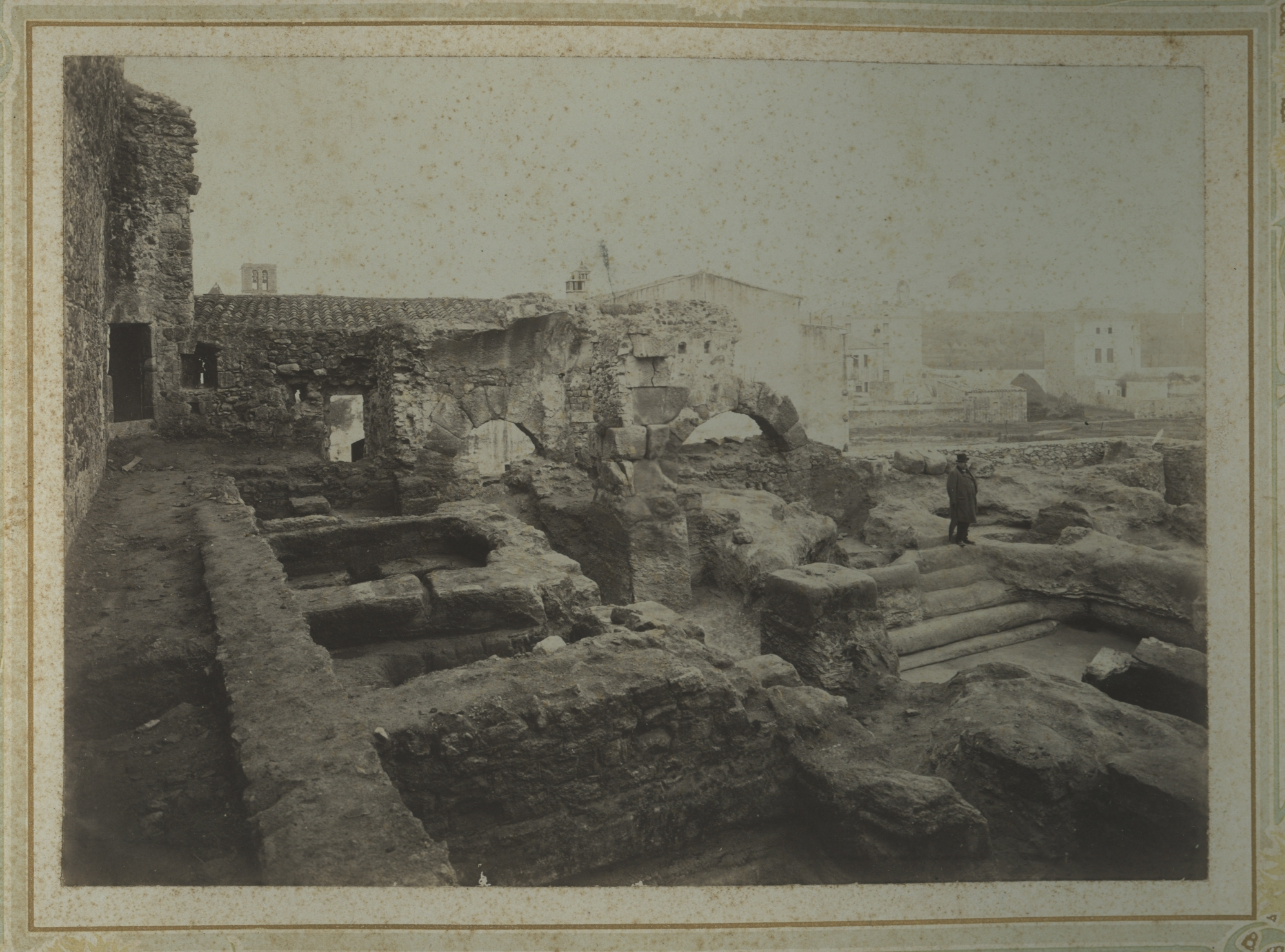
Termes Romanes a principis de s.XX
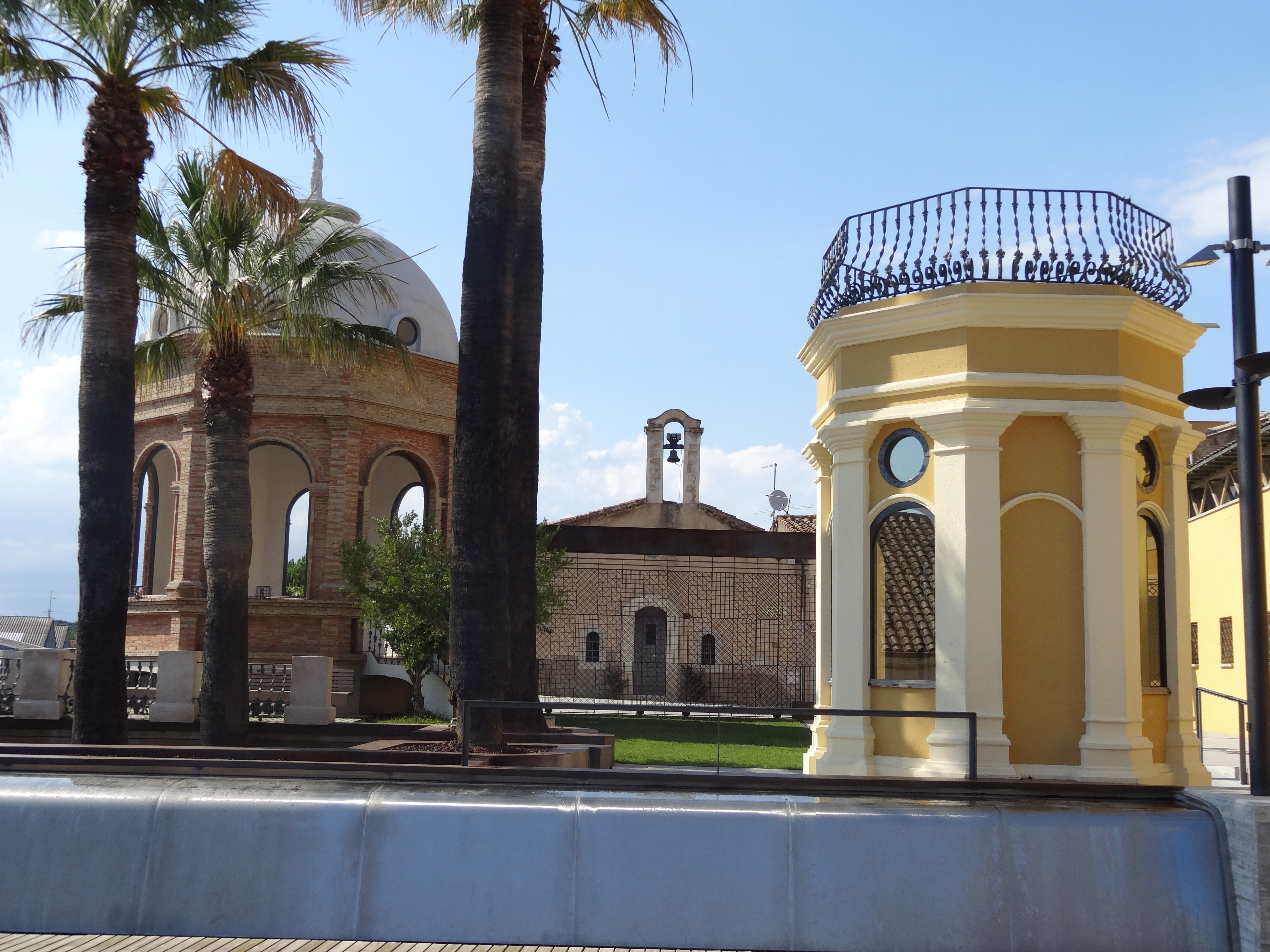
Jardins de les Termes i cupulins d'emergències termals

## Descripció
Les restes que s'han conservat fins als nostres temps, són una gran piscina de planta quadrada, de 9,60 m x 9,60 m en la seva part alta i 8,15 m x 6,60 m al fons, orientada de E a W, la qual és escalonada amb cinc graons a tres dels seus costats i té poc més d'un metre de fondària. En cadascun dels seus angles i al centre de cadascun dels seus costats hi ha els basaments de columnes, peus de pedra d'aparell ciclopi que sostenien els arcs que envoltaven la piscina i la posaven en comunicació amb un corredor de 2,20 m. que voltava tot el quadrat de la piscina. Restes arquitectòniques, al S-E, són dos arcs de mig-punt amb aparell ciclopi, tot insinuant dues voltes de canó a banda i banda que presumiblement voltaven quadrangularment la piscina. A llevant quatre piscines petites connectades per regates.
Al Puig de les Ànimes resta una piscina, construïda en carreus de granit, que s'alimentava de les aigües d'una deu propera a través d'un aqüeducte. En el Puig de Sant Grau, les termes resten avui dins del recinte de la planta embotelladora de l'Aigua Imperial. Es distingeixen encara dues galeries paral·leles, cobertes amb volta de canó (una de les quals era dividida en tres compartiments, el central de dimensions el doble de gran que els altres), i un corredor que comunicava amb quatre petits dipòsits d'aigua, que deurien ser banys individuals.

## Història
L'actual vila de Caldes de Malavella, situada vora una falla d'uns 450 m de longitud, on afloren diverses fonts termals, fou una important estació termal en època romana, identificada amb l"Aquae Voconiae" dels vasos votius apol·linars i l'itinerari d'Antoní. Tanmateix, sembla que pot identificar-se també amb l'"Aquae Calidae" que esmenten les fonts escrites, havent obtingut l'status de municipi romà, com atesta una inscripció. Es conserven restes romanes al Puig de les Ànimes, on també han estat trobades restes neolítiques, i especialment al Puig de Sant Grau, on després fou bastit el castell de Caldes (convertit posteriorment en hospital i destruït en gran part a la fi del segle xix).